# Pfaffe Konrad
Konrad (XII secolo) è stato un poeta e prete tedesco.
Ha tradotto la Chanson de Roland in lingua alto-tedesca media con il titolo Rolandslied. 
Della vita di Konrad non si sa nulla: l'unica attestazione è una sua auto-citazione come autore del poema: "ich haize der phaffe Chunrat".
Dal poema emerge inoltre il fatto che sia stato composto per una famiglia aristocratica, identificata in quella di Enrico il Leone e Matilde d'Inghilterra.

## Rolandslied
Si tratta di un adattamento dell'opera francese Chanson de Roland svolta dal prete Konrad che non si discosta molto dall'originale se non per il più marcato e acceso tono cristiano. Venne composta intorno agli anni Settanta del XII secolo.
È inoltre composto da più di 9000 versi a differenza della Chanson francese che ne ha 4002; ciò è dovuto alla maggiore brevità del verso tedesco rispetto al decasillabo francese.
Il poema si avvicina molto al manoscritto di Oxford, più antica testimonianza della Chanson de Roland, e pare che il manoscritto utilizzato da Konrad per la traduzione provenisse dagli ambienti inglesi e fosse incluso nella dote della principessa Matilde, figlia di Enrico II d'Inghilterra. Questo almeno quello che emerge dalle ultime lasse del Rolandeslied.